# 차경모
차경모(車庚模, 1890년 7월 5일~1950년 9월 2일)는 대한민국의 정치인이다.

## 약력
- 한문 수학
- 농회 서기
- 건국준비위원
- 양조업 경영
- 제헌국회 국회의원

## 역대 선거 결과
|  | 35.63% |

|  | 2.59% |

## 참고 자료
- 《대한민국 의정총람》, 국회의원총람발간위원회, 1994년
- 차경모 - 대한민국헌정회